# Hottviller
Hottviller es una comuna francesa situada en el departamento de Mosela, en la región de Gran Este.

## Demografía
| 697 | 674 | 653 | 672 | 700 | 646 | 515 |
| Para los censos de 1962 a 1999 la población legal corresponde a la población sin duplicidades (Fuente: INSEE [Consultar]) |     |     |     |     |     |     |